# Nordiska rådets priser 2019
Nordiska rådets priser 2019 delades ut i de fem kategorierna litteratur, barn- och ungdomslitteratur, film, musik och natur och miljö. Pristagarna tillkännagavs 29 oktober 2019 under en prisceremoni i Konserthuset Stockholm.

## Pristagare och nominerade

### Barn- och ungdomslitteratur
Följande nominerades till Nordiska rådets pris för barn- och ungdomslitteratur:
| Författare               | Illustratör         | Svensk titel                             | Ursprungstitel                           | Land     |
| ------------------------ | ------------------- | ---------------------------------------- | ---------------------------------------- | -------- |
| Kristin Roskifte         | ¡                   | Alla räknas'                             | Alle sammen teller                       | Norge    |
| Jakob Martin Strid       |                     | Da Mumbo Jumbo blev kæmpestor            | Danmark                                  |          |
| Cecilie Eken             |                     | Styrke. Karanagalaksen. Log I            | Danmark                                  |          |
| Karen Anne Buljo         |                     | Šiellaspeajal                            | Det samiska språkområdet                 |          |
| Maria Turtschaninoff     | Breven från Maresi  | Breven från Maresi                       | Finland                                  |          |
| Marika Maijala           |                     | Ruusun matka                             | Finland                                  |          |
| Rakel Helmsdal           | Kathrina Skarðsá    |                                          | Miljuløtur                               | Färöarna |
| Camilla Somme            | Pernille Kreutzmann |                                          | Tuttuarannguaq                           | Grönland |
| Ragnheiður Eyjólfsdóttir |                     | Rotturnar                                | Island                                   |          |
| Sigrún Eldjárn           |                     | Silfurlykillinn                          | Island                                   |          |
| Eli Hovdenak             |                     | Det var ikke en busk                     | Norge                                    |          |
| Lena Ollmark             | Per Gustavsson      | Den förskräckliga historien om Lilla Hon | Den förskräckliga historien om Lilla Hon | Sverige  |
| Nina Ivarsson            | Risulven Risulven   | Risulven Risulven                        | Sverige                                  |          |

### Film
Följande nominerades till Nordiska rådets filmpris:
| Svensk titel         | Ursprungstitel       | Regissör        | Manusförfattare                    | Producent                  | Land    |
| -------------------- | -------------------- | --------------- | ---------------------------------- | -------------------------- | ------- |
| Hjärter dam          | Dronningen           | May el-Toukhy   | May el-Toukhy, Maren Louise Käehne | Caroline Blanco, René Ezra | Danmark |
| Blind Spot           | Blindsone            | Tuva Novotny    | Tuva Novotny                       | Elisabeth Kvithyll         | Norge   |
| Aurora               | Aurora               | Miia Tervo      | Miia Tervo                         | Max Malka                  | Finland |
| A White, White Day   | Hvítur, hvítur dagur | Hlynur Pálmason | Hlynur Pálmason                    | Anton Máni Svansson        | Island  |
| Rekonstruktion Utøya | Rekonstruktion Utøya | Carl Javér      | Carl Javér, Fredrik Lange          | Fredrik Lange              | Sverige |

### Musik
Följande nominerades till Nordiska rådets musikpris:
| Verk | Tonsättare                | Land     |
| ---- | ------------------------- | -------- |
| \|   | Gyða Valtýsdóttir,        | Island   |
|      | Christina Åstrand         | Danmark  |
|      | The Danish String Quartet | Danmark  |
|      | Kreeta-Maria Kentala      | Finland  |
|      | SVÄNG                     | Finland  |
|      | Rúni Brattaberg           | Färöarna |
|      | Da Bartali Crew           | Grönland |
|      | Sæunn Thorsteinsdóttir    | Island   |
|      | Elias Akselsen            | Norge    |
|      | Grete Pedersen            | Norge    |
|      | Bengt Forsberg            | Sverige  |
|      | Joakim Milder             | Sverige  |
|      | Johanna Grüssner          | Åland    |

### Natur och miljö
Följande nominerades till Nordiska rådets natur- och miljöpris:
| Initiativ                 | Beskrivning                                                                                                  | Land          |
| ------------------------- | --- | ------------- |
| Greta Thunberg            | "Du är aldrig för liten för att göra stor skillnad"                                                          | Sverige/Norge |
| GRIM                      | "Försäljning av fula grönsaker och frukter är bra för klimatet och miljön"                                   | Danmark       |
| Guðrun & Guðrun           | "Skapar modekläder av restprodukter"                                                                         | Färöarna      |
| EKOenergy                 | "Miljömärkningen som hjälper konsumenter och företag att välja förnybar och hållbar energi"                  | Finland       |
| Emmaus Åland              | "Butiker som gör om och säljer återbruksvaror, serverar klimatsmart mat och ger arbetslösa nya möjligheter." | Åland         |
| AFTUR                     | "Återanvänd eller dö"                                                                                        | Island        |
| @plastic not so fantastic | "Använder sociala medier för att få folk att förändra sin konsumtion av plast"                               | Grönland      |